# Sörefjärd
Sörefjärd är en sjö i Mönsterås kommun i Småland och ingår i Emån-Alsteråns kustområde. Sjön har en area på 0,114 kvadratkilometer och ligger 0 meter över havet.

## Delavrinningsområde
Sörefjärd ingår i det delavrinningsområde (631216-153952) som SMHI kallar för Rinner mot Pataholmsviken. Medelhöjden är 3 meter över havet och ytan är 3,69 kvadratkilometer. Det finns inga avrinningsområden uppströms utan avrinningsområdet är högsta punkten. Avrinningsområdets utflöde mynnar i havet, utan att ha någon enskild mynningsplats. Avrinningsområdet består mestadels av skog (94 %). Avrinningsområdet har 0,12 kvadratkilometer vattenytor vilket ger det en sjöprocent på 3,1 %.